# Chřibská Kamenice
Chřibská Kamenice  (pol. Chrybska Kamienica, niem. Kreibitzbach) – górska rzeka o długości 21,8 km w północno-zachodnich Czechach, w Górach Łużyckich i na Wyżynie Dieczyńskiej (czes. Děčínská vrchovina) należąca do zlewiska Morza Północnego; prawostronny dopływ Kamenice.
Strefa źródliskowa rzeki położona jest na wysokości około 535 m n.p.m. na południowy wschód od góry Jedlová (pol. Jodłowa), na zachodnim zboczu góry Jelení skála w Górach Łużyckich. W strefie źródliskowej położone są źródła kilku małych strumieni, które zboczem spływają w kierunku zachodnim. U podnóża góry, na poziomie około 500 m n.p.m., strumienie płyną w kierunku miejscowości Chřibská i łączą się w mały potok. Przed miejscowością tą rzeka wpływa do sztucznego zbiornika wodnego (Chřibská přehrada), pełniącego funkcję zbiornika przeciwpowodziowego. Stamtąd płynie rozległą, dość głęboką doliną w kierunku zachodnim przez miejscowość Chřibská, gdzie ujście ma prawy dopływ – Doubický potok. Po opuszczeniu Dolního Chřibská skręca w kierunku południowo-zachodnim i płynąc przy wschodniej granicy Parku Narodowego Czeska Szwajcaria, przy ujściu lewego dopływu Mezní potok, wpływa na teren obszaru chronionego krajobrazu Łabskie Piaskowce, gdzie, meandrując, płynie kanionowatą doliną Pavlínino údolí w kierunku południowym. Na wysokości miejscowości Studený rzeka skręca na zachód. W okolicy miejscowości Jetřichovice rzeka opuszcza rezerwat przyrody Pavlínino údolí i skrajem niezalesionej doliny płynie w kierunku południowo-zachodnim przez miejscowość Všemily. Przed samym ujściem rzeka płynie głębokim wąwozem przez Meandry Chřibské Kamenice do ujścia; uchodzi do Kamenice na wysokości około 242 m n.p.m. Wzdłuż rzecznego koryta układają się aluwialne osady. Brzegi oraz dno koryta rzeki są kamieniste, piaskowcowe skały tworzą liczne naturalne progi wodne i małe kaskady. Zasadniczy kierunek biegu rzeki jest zachodni. Jest to rzeka górska, odwadniająca zachodnio-środkową część Gór Łużyckich i północno-wschodnią część Wyżyny Dieczyńskiej. W większej części swojego biegu rzeka jest nieuregulowana; jej prąd jest wartki w okresach wzmożonych opadów i wiosennych roztopów.

## Ważniejsze dopływy
Doubický potok, Mezní potok, Studený potok, Červený potok.

## Miejscowości, przez które przepływa
- Chřibská
- Jetřichovice
- Všemily

## Atrakcyjne miejsca
- Zbiornik wodny w górnym biegu rzeki – Chřibská přehrada
- Dolina Pavlínino údolí i rezerwat przyrody Pavlínino údolí w środkowym biegu rzeki.
- Meandry Chřibské Kamenice w dolnym biegu rzeki.